# Discografia Mariei Ciobanu
Maria Ciobanu a făcut filmări în Televiziunea Română începând cu luna aprilie 1962, a imprimat la Radio România din 17 noiembrie 1965, și a făcut înregistrări la Casa de discuri ”Electrecord” în 24 ianuarie 1967.

## Electrecord

#### Discuri vinil
| Lună / an      | Serie / titlu album                                                                   | Format           | Nr. cântec / titlu / dată înregistrare / ordine | Acompaniament | Observații |
| -------------- | ------------------------------------------------------------------------------------- | ---------------- | --- | --- | --- |
| februarie 1966 | EPC 684 Neică, dorul dumitale                                                         | vinil, EP, 17 cm | a1. Neică, dorul dumitale (17nov65) a2. M-a prins dorul de Mărin (17nov65) b1. Lângă apa Jiului (17nov65) b2. Lasă, lasă, măi, neicuță (19nov65) | Orchestra condusă de Victor Predescu | disc solo |
| 1966           | EPE 0280 Muzică populară muntenească și oltenească [1]                                | vinil, LP, 30 cm | a1. M-a prins dorul de Mărin (17nov65) b5. Lângă apa Jiului (17nov65) | Orchestra condusă de Victor Predescu | disc colectiv cântece - EPC 684 |
| ianuarie 1967  | EPC 808 Șarpe, șarpe de dudău [1]                                                     | vinil, EP, 17 cm | a1. Șarpe, șarpe de dudău (24ian67) a2. Iese-n codri firul ierbii (24ian67) b1. La tulpina fagului (24ian67) b2. Plânge codru' și iarba (24ian67) | Orchestra condusă de Victor Predescu | disc solo |
| 1967           | EPC 808 Șarpe, șarpe de dudău [2]                                                     | vinil, EP, 17 cm | a1. Șarpe, șarpe de dudău (24ian67) a2. Iese-n codri firul ierbii - mix (24ian67) b1. La tulpina fagului (24ian67) b2. Plânge codru' și iarba (24ian67) | Orchestra condusă de Victor Predescu | disc solo, reeditat mix - înregistrare Electrecord, mixată                                                                                       |
| ianuarie 1968  | EPD 1187 Face-m-aș pasăre în-zbor                                                     | vinil, EP, 25 cm | a1. Face-m-aș pasăre în-zbor (27dec67) a2. Mă uit pe Gilort în sus (27dec67) a3. Mult mă întreab-o floricea (27dec67) a4. Neică, suflet de oltean (27dec67) b1. Amărâtă turturică (27dec67) b2. Fire-ai, mândro, tu, să fii (27dec67) b3. Patru boi suciți în coarne (27dec67) b4. Colo-n vale în-răritură (27dec67) | Orchestra condusă de Gheorghe Zamfir | disc solo |
| 1968           | EPE 0382 Muzică populară muntenească și oltenească [2]                                | vinil, LP, 30 cm | a4. Amărâtă turturică (27dec67) b4. Neică, suflet de oltean (27dec67) | Orchestra condusă de Gheorghe Zamfir | disc colectiv cântece - EPD 1187 |
| decembrie 1968 | EPC 10061 Au plecat olteni la coasă                                                   | vinil, EP, 17 cm | a1. Au plecat olteni la coasă (21dec68) a2. N-auzi, Ioane, câinii latră (21dec68) b1. Pleacă, neica, nu știu-unde (21dec68) b2. A trecut dorul odată (21dec68) | Orchestra condusă de Gheorghe Zamfir | disc solo |
| noiembrie 1969 | EPC 10087 Au, lele, vino-ncoa'                                                        | vinil, EP, 17 cm | a1. Au, lele, vino-ncoa' (oct69) a2. Drag mi-e să fiu pădurar (oct69) b1. Face-m-aș privighetoare (oct69) b2. Ieși, neicuță, până în-prag - v2 (oct69) Ieși, neicuță, până în-prag - v1n (oct69) | Orchestra condusă de Gheorghe Zamfir | disc duet: MARIA CIOBANU (a1, b1, b2) și Ion Dolănescu (a1, a2, b1) v2 - a doua variantă Electrecord v1n - prima variantă Electrecord, needitată |
| decembrie 1969 | ST-EPE 0471 / EPE 0472 The Romanian folklore Ensemble ”Ciocârlia”, vol. II [1]        | vinil, LP, 30 cm | a6. Toată lumea zice-așa (dec69) | dirijor: Tudor Pană Orchestra Ansamblului „Ciocârlia” | disc colectiv |
| iunie 1970     | EPC 10120 Prin pădurea cu flori multe                                                 | vinil, EP, 17 cm | a1. Prin pădurea cu flori multe (18feb70) a2. Cât oi trăi și-oi fi fată (18feb70) b1. Mândruță din Bechetu (18feb70) b2. Cine nu știe ce-i doru’ (18feb70) | Orchestra condusă de Gheorghe Zamfir | disc duet: MARIA CIOBANU și Ion Dolănescu |
| 1970           | CS 16 Loto-pronosport                                                                 | vinil, LP, 25 cm | b3. Au, lele, vino-ncoa' (oct69) | Orchestra condusă de Gheorghe Zamfir | disc colectiv cântec - EPC 10087 |
| 1970           | EPC 10186 Măi, neicuță, măi, gorjene                                                  | vinil, EP, 17 cm | a1. Măi, neicuță, măi, gorjene (mai70) [s2] a2. S-a pus luna cireșar (mai70) [s1] b1. Cât e Gilortu’ și Motru’ (mai70) [s1] b2. Mă dusei printre răzoare (mai70) [s2] | Orchestra condusă de Gheorghe Zamfir | disc solo s2 - a doua serie de înregistrări |
| noiembrie 1970 | EPE 0534 / ST-EPE 0535 Rencontre avec la Roumanie: Oltenie. Tresors folkloriques. [1] | vinil, LP, 30 cm | a3. Pădure și iar pădure (mai70) [seria 2] a5. Spune-mi, neică, mergi, nu mergi? (mai70) | Orchestra condusă de Gheorghe Zamfir | disc colectiv cântece din seria 2 de pe EPC 10186                                                                                                |
| decembrie 1971 | EPD 1294 De urât, plecai de-acasă                                                     | vinil, LP, 25 cm | a1. De urât, plecai de-acasă (iul71-e) a2. De-ar fi cucu’ de-un voinic (iul71-f) a3. Știi, neicuță, cum trăiam? (17apr71, Radio) a4. De ce n-ai venit aseară? - î1 (24mar71.R) b1. Și de-o fi, cândva, să mor (iul71-a) b2. Mă dusei n-lumea largă - mix (iul71-b) b3. De-ar fi, lumea, cum sunt eu - mix (iul71-c) b4. Drag mi-e, neica, vânătoru’ - mix (iul71-d) Măicuță, când m-ai făcut - n (iul71-g) Neică, plaiu’ tău gorjean - n (iul71-h)                                                              | Orchestra condusă de Victor Predescu (a1-a2, b1-b4) dirijor: Marin Cioacă Orch. „Doina” a Armatei (a3) dirijor: Radu Voinescu Orchestra de muzică populară Radio (a4) | disc solo iul-e - ordinea înregistrării î1 - prima variantă a înregistrării Radio n - înregistrare Electrecord, needitată                        |
| octombrie 1972 | STM-EPE 0801 Fir-ai, tu, să fii de dor                                                | vinil, LP, 30 cm | a1. Fir-ai, tu, să fii de dor (9oct72-a) a2. Azi noapte, când m-am culcat (9oct72-b) a3. Mă dusei pe câmp cu flori (9oct72-c) a4. Ia-mă, dor, și du-mă, du-mă! (10oct72-a) a5. Vine, dorul, primenit (10oct72-b) a6. Eu ți-am spus, neică, prin stele (10oct72-c) b1. Frumos cântă mierla în-luncă (12oct72-a) b2. Fir-ai, tu, să fii de deal (12oct72-b) b3. Neicuță după Olteț (12oct72-c) b4. Am un puișor oltean (12oct72-d) b5. Toți militărașii vin (12oct72-e) b6. Măi, Mărie, măi, olteancă (12oct72-f) | Orchestra condusă de Victor Predescu (a1-a2, a5) Orchestra condusă de Gelu Barabancea (a3-a4, a6, b1-b6)                                                              | disc solo 9oct72-e - ordinea înregistrării |
| 1973           | STM-EPE 0828 Pe sub dealu' cu izvoru' [1]                                             | vinil, LP, 30 cm | a1. Pe sub dealu' cu izvoru' (13feb73) a2. Ia-mă, neică, vara-în munte (13feb73) a3. De-o fi, neică, să te-însori (13feb73) a4. Neică unde-ai fost aseară (12feb73) a5. Colo, la ponoare (13feb73) a6. Mă uitai în vale-n luncă (14feb73) b1. Vino pe Olteț la vale - remix (12feb73) b2. Mă, Ioane, Ionică (14feb73) b3. Mă suii pe-un bolovan - v2 (12feb73) b4. Mărie, frumosu-ți vine (13feb73) b5. Mă dusei pe deal la vie (12feb73) b6. Hai la horă-n poieniță (14feb73)                                  | Orchestra condusă de Florian Economu | disc duet MARIA CIOBANU și Ion Dolănescu |
| 1973           | STM-EPE 0879 The Romanian folklore Ensemble „Ciocârlia”, vol. II [2]                  | vinil, LP, 30 cm | a6. Toată lumea zice-așa (dec69) | dirijor: Tudor Pană Orchestra Ansamblului „Ciocârlia” | disc colectiv [cântec de pe ST-EPE 0471] |
| 1973           | STM-EPE 0890 Recontre avec la Roumanie, Oltenie: Tresors folkloriques [2]             | vinil, LP, 30 cm | a3. Pădure și iar pădure (apr70) a5. Spune-mi, neică, mergi, nu mergi? (apr70) | Orchestra condusă de Gheorghe Zamfir | disc colectiv [cântece de pe EPE 0534] |
| februarie 1974 | STM-EPE 01022 Între Jiu și-între Olteț                                                | vinil, LP, 30 cm | a1. Neică, dorul de la tine (ian74) a2. S-a legat, neică, legat (ian74) a3. În pădurea de la Saru (ian74) a4. Nu te mai pot iubi, lele (ian74) a5. Gătește-te, miresică - v1 (ian74) a6. Pe deal, pe la Silișteri (ian74) b1. Lie, ciocârlie (ian74) b2. Vântul de vară mă bate (ian74) b3. Du-mă, Ioane, la Bălcești (ian74) b4. Care cuc mi-a cântat mie (ian74) b5. Între Jiu și-între Olteț (ian74) b6. Cotmeană, apa din tine (ian74) b7. Mândro-n Lunca Banului (ian74)                                   | Orchestra condusă de Victor Predescu | disc solo v1 - prima variantă Electrecord a cântecului                                                                                           |
| 1975           | STM-EPE 01168 În vale la noi la Olt                                                   | vinil, LP, 30 cm | a1. În vale, la noi, la Olt (mai75) a2. Doamne, ia doru' din mine (mai75) a3. Ce frumoasă-i dragostea (mai75) a4. Al naibii e iubitu' (mai75) a5. Neică, pentru ochii tăi (mai75) a6. La Breznița (mai75) b1. Măi, neicuță, după șes (mai75) b2. Du-te, dor, pe drum, la vale (mai75) b3. Suie-mă, neică, pe cal / Frunzuliță de potbal * (mai75) b4. Ieri în codru mă dusei (mai75) b5. Măi, neicuță, Ionele (mai75) b6. Când îmi vine dor de gură (mai75)                                                     | Orchestra condusă de Paraschiv Oprea | disc solo * - titlu apărut pe album |
| 1975           | EPE 01172 Țară nouă, cântec nou                                                       | vinil, LP, 30 cm | b2. Jos în vale, la Izvoare (21aug74, Radio) | dirijor: Florian Economu Orchestra de muzică populară Radio | disc colectiv - folclor nou |
| octombrie 1977 | STM-EPE 01324 Gorjule, iar am venit                                                   | vinil, LP, 30 cm | | | disc solo |
| 1977           | STM-EPE 01365-01366 Nunta la români: Muntenia-Oltenia, nr. 2 [1]                      | vinil, LP, 30 cm | | | disc colectiv |
| 1977           | EPE 01427 Cântă, inimă, și spune                                                      | vinil, LP, 30 cm | 9. Văzui într-o zi de vară / Covorul lucrat de mână* (8iul76, Radio) | dirijor: Paraschiv Oprea Orchestra de muzică populară Radio | disc colectiv - folclor nou * - titlu apărut pe album                                                                                            |

## Radio România
| Data              | Piese | Acompaniament                                               | Note        |
| ----------------- | --- | ----------------------------------------------------------- | ----------- |
| 2 iunie 1964      | Neicuță de dorul tău(1) | Orchestra Ansamblului Ciocârlia Dirijor Constantin Arvinte  |             |
| 8 iulie 1964      | Mult mi-e drag mie Marin (1) Toată lumea zice-așa | Orchestra O.M.P.R. dirijor Victor Predescu                  |             |
| 22 decembrie 1965 | Lângă apa Jiului (1) Spune-mi neică, mergi, nu mergi Șarpe, șarpe de dudău | Orchestra O.M.P.R. dirijor Radu Voinescu (dirijor)          |             |
| 1965              | Ieși, neicuță, până în-prag | Orchestra O.M.P.R. dirijor Radu Voinescu (dirijor)          |             |
| 14 noiembrie 1966 | Mult mi-e drag mie Marin (2) | Orchestra O.M.P.R. dirijor Victor Predescu                  |             |
| 16 februarie 1967 | Lângă apa Jiului (2) | Orchestra Ansamblului „Ciocârlia” dirijor Victor Predescu   |             |
| 12 aprilie 1967   | De-ar fi dorul vânt ușor Ieri în codru mă dusei Mai la deal de casa mea | Orchestra O.M.P.R. dirijor George Vancu                     |             |
| 20 aprilie 1967   | Cine nu știe ce-i dorul Fagule cu frunză deasă Mai la deal de casa mea Plânge codrul și iarba | Orchestra O.M.P.R. dirijor George Vancu                     |             |
| 30 octombrie 1969 | Amărâtă turturică Fir-ai, neică, tu, să fii Plânge codrul și iarba | Orchestra Ansamblului Ciocârlia Dirijor Constantin Arvinte  |             |
| 27 ianuarie 1970  | A trecut dorul odată Degeaba m-aștepți la poartă (N-auzi, Ioane, câinii latră) Mă uit pe Gilort în sus Patru boi suciți în coarne | Orchestra O.M.P.R. dirijor Victor Predescu                  |             |
| 27 iunie 1970     | Mă dusei printre răzoare | O.M.P.R. dirijor Gheorghe Zamfir                            |             |
| 10 martie 1971    | De-ar fi, dor, pe cât urât(De urât placai de-acasă) | Orchestra Doina Argeșului dirijor Gheorghe Moreanu          |             |
| 21 martie 1971    | Pădure și iar pădure(1) | O.M.P.R. dirijor Radu Voinescu (dirijor)                    |             |
| 24 martie 1971    | Amărâtă sunt pe lume De-ar fi lumea cum sunt eu De ce n-ai venit aseară | O.M.P.R. dirijor Radu Voinescu (dirijor)                    |             |
| 24 aprilie 1971   | Colo-n vale-n răritură De ce n-ai venit aseară | Orchestra O.M.P.R. dirijor Radu Voinescu (dirijor)          |             |
| 17 aprilie 1971   | De-ar fi cucu’ de-un voinic Știi neicuță cum trăiam | Orchestra Ansamblului Doina al Armatei dirijor Marin Cioacă |             |
| 31 octombrie 1972 | Am plecat la bâlci de seară(Suie-mă, neică, pe cal) Du-te dor pe drum la vale Ia-ți mireasă ziua bună (1) În vale la noi la Olt Pădure ți iar pădure (2) Seara când răsare luna Vine dorul primenit                                                                                          | Orchestra Gelu Barabeanca                                   |             |
| 6 decembrie 1973  | Du-mă Ioane la Bălcești Intru-n lunca Banului | Orchestra O.M.P.R. dirijor Victor Predescu                  |             |
| 8 decembrie 1973  | Lie ciocârlie | Orchestra O.M.P.R. dirijor Victor Predescu                  |             |
| 1973              | Hei, dragoste | Orchestra Gelu Solomonescu                                  |             |
| 21 august 1974    | Când porni de dimineață Cântă, cântă, Gorjule Dragă mi-e Oltenia(Pe tot plaiu’ oltenesc) Jos în vale la izvoare | O.M.P.R. dirijor Florian Economu                            |             |
| 28 decembrie 1974 | Am pornit-o pe drumeag La Breznița | O.M.P.R. dirijor Florian Economu                            |             |
| 18 noiembrie 1975 | Ce frumoasă-i dragostea Doamne, ia dorul din mine Măi neicuță de pe șes | Doina Ilfovului                                             |             |
| 8 iulie 1976      | Hora păcii Gorjule, iar am venit Spune-mi neică adevărat (1) Văzui într-o zi de vară | Orchestra Paraschiv Oprea                                   |             |
| 30 octombrie 1976 | Vlaicule fiu de țăran(Aurelul mamei) | Orchestra O.M.P.R. dirijor George Vancu                     |             |
| 1976              | De n-ar fi-n lume uitarea | Orchestra Nicolae Bălcescu                                  |             |
| 1976              | Pe sub dealul cu izvorul | Orchestra O.M.P.R. dirijor George Vancu                     |             |
| 22 noiembrie 1977 | A căzut frunza din vii | Orchestra O.M.P.R. dirijor George Vancu                     |             |
| 1977              | Sanie cu zurgălăi | Orchestra O.M.P.R. dirijor Nicolae Băluță                   |             |
| 1977              | Spune-mi frunză, spune-mi tu | Orchestra Doina Olteniei dirijor Nicolae Voinescu           |             |
| 1977              | Spune-mi neică-adevărat(2) | Orchestra O.M.P.R. dirijor George Vancu                     |             |
| 1977              | Trecui aseară prin sat Gorjule iar am venit | Orchestra Doina Olteniei dirijor Nicolae Voinescu           |             |
| ianuarie 1978     | Du-te cântec dute-n zbor | O.M.P.R. dirijor Nicolae Băluță                             | Folclor nou |
| 1978              | Sus paharul pentru țară( Dragii mei din țara toată) | Orchestra O.M.P.R. dirijor George Vancu                     |             |
| 1978              | Hei lună (1) | Orchestra O.M.P.R. dirijor George Vancu                     |             |
| 4 ianuarie 1979   | Așa e omul făcut(Cât de mult am pătimit) Măi neicuță, măi Căline | Orchestra Paraschiv Oprea                                   |             |
| 6 ianuarie 1979   | A căzut frunza din vii Hăulesc gorjencele Toată iarna-așteptai | Orchestra Paraschiv Oprea                                   |             |
| 4 mai 1979        | Curge Gilortul la vale Hei lună (2) Vino neicuță degrabă | Orchestra Paraschiv Oprea                                   |             |
| 14 noiembrie 1979 | Îmi iubesc neamul și glia | Orchestra O.M.P.R. dirijor George Vancu                     |             |
| 16 noiembrie 1979 | Hai, du-mă dorule, hai (2) |                                                             |             |
| 1979              | Drag mi-e să colind prin țară |                                                             |             |
| 5 martie 1980     | Cine fluieră și cântă Dragă mi-e țara cu flori(Mult îmi saltă inimioara) Greu e neică să iubești Hai du-mă, dorule, hai M-a făcut maica frumoasă S-a dus neicuța-n chirie Sub streașina casei mele                                                                                           | O.M.P.R. dirijor Marius Olmazu                              |             |
| 6 decembrie 1980  | Bate vântul dintr-o parte Când pe neica mi-l văzui Aud satele cântând | O.M.P.R. dirijor Marius Olmazu                              |             |
| 24 decembrie 1980 | Am avut un puișor Bată-te, neicuță, bată Ce e-n lume de folos | O.M.P.R. dirijor Marius Olmazu                              |             |
| 16 aprilie 1981   | Jiule, apă de munteM-am născut pe mândra glie | Orchestra O.M.P.R. dirijor George Vancu                     |             |
| 18 noiembrie 1981 | Mi-am luat cântecul cu mine | Orchestra O.M.P.R. dirijor George Vancu                     | Folclor nou |
| 19 ianuarie 1982  | Pentru-al țării președinte (Oltule apă bătrână) | O.M.P.R. dirijor Marius Olmazu                              |             |
| 30 octombrie 1982 | Cântă, cântă, lăutare Drag mi-a fost câmpul cu flori |                                                             |             |
| 2 decembrie 1982  | Ce n-aș da să mai fiu mică Hai la joc la periniță |                                                             |             |
| 5 mai 1983        | Câte frunze în pădure Doar o mamă poate știi De ce n-ai venit aseară Fagule cu frunza deasă Fi-rar să fii tu Mariță Greieraș cobzar de noapte Neicuță, de dorul tău Măi, neicuță, ce păcat Mai la deal de casa mea Răsare luna pe coastă(Spune-mi neică adevărat) (2) Rău e în-lume de trăit | Orchestra Nicolae Bălcescu                                  |             |
| 31 mai 1983       | Numai un neicuță am (2) | O.M.P.R. dirijor Marius Olmazu                              |             |
| 30 noiembrie 1983 | S-a născut din veci o floare | O.M.P.R. dirijor Marius Olmazu                              |             |
| 24 februarie 1984 | Inimă, prietenă | Orchestra Paraschiv Oprea                                   |             |
| 28 februarie 1984 | Bătrâne sat, te las cu bine Pe sub fereastră curge-un râu | Orchestra George Toader                                     |             |
| 20 iulie 1984     | Daică, la inima mea Neică, ce pământ te ține Căpitan de Roșiori | O.M.P.R. dirijor Marius Olmazu                              |             |
| 14 decembrie 1984 | În pădurea de arțar Maică, măiculița mea Biată inima de om | Orchestra Paraschiv Oprea                                   |             |
| 1984              | Pacea-n lume când domnește |                                                             |             |
| 13 februarie 1985 | Iubită mamă Din tinerețea mea senină | Orchestra Paraschiv Oprea                                   |             |
| 24 februarie 1985 | În fiecare toamnă Îndepărtate amintiri Din dorul tainic de nestins | Orchestra Paraschiv Oprea                                   |             |
| 11 martie 1985    | Țara mea cu zări senine | Orchestra Florian Economu                                   |             |
| 14 iunie 1985     | Zadarnic, clipele trecute Privește chipul meu de azi Am stat cu tine în cerdac | Orchestra Paraschiv Oprea                                   |             |
| 27 iulie 1985     | Din vârful parângului (Folclor nou) Bate ceasul, vremea trece Când vântul verii adia Zadaric, clipele trecură | Orchestra Paraschiv Oprea                                   |             |
| 29 decembrie 1986 | La mulți ani!, la oameni buni | Orchestra Paraschiv Oprea                                   |             |
| 1 aprilie 1988    | De neicuța, neică-al meu Mama mea, la tine vin | Orchestra de muzică populară Radio dirijor Ion Ivanovici    |             |
| 5 aprilie 1988    | Drag mi-e să ies în grădină Pe la poarta casei mele | Orchestra de muzică populară Radio dirijor Ion Ivanovici    |             |
| 7 decembrie 1992  | Rău îmi pare după lume Drum la deal și drum la vale Când era gutuiu-mbobocit(Doamne, bine-i când e omul fericit) Roată Roată Rău îmi pare după lume | O.M.P.R. dirijor Marin Ghiocel                              |             |
| 12 iunie 1995     | Până când neicuță, când Frunzuliță de-o alună(Spune, măiculiță bună) Cei mai frumoși ani ai mei C-am un foc la inimioară Spune-mi, inimioară, spune Am crescut și-am legănat Frunză verde de prin crânguri(M-a plimbat neica prin târguri                                                    | O.M.P.R. dirijor Marin Ghiocel                              |             |
| 1996              | Leliță Ioană |                                                             |             |
| februarie 2000    | Joacă hora-n poieniță | O.M.P.R. dirijor Paraschiv Oprea                            |             |
| iulie 2004        | Vine dorul puiului | Orchestra Lăutarii dirijor Nicolae Botgros                  |             |
|                   | Plec, Mărie, militar |                                                             |             |
|                   | Numai un neicuță am (1) |                                                             |             |
|                   | Plaiurile gorjului |                                                             |             |
|                   | De-ar fi dorul iarbă deasă |                                                             |             |

1. ↑  Linie melodică Când îmi vine dor de gură.
2. ↑  Linie melodică La Breznița.
3. ↑  Linie melodică Hai du-mă dorule hai.
4. ↑  Linie melodică Toamna când cad brumele.
5. ↑  Linie melodică Sălcioară de pe Olt.